# Jake Wesley Rogers
Jake Wesley Rogers er en amerikansk sanger og sangskriver.

## Liv og karriere
Rogers voksede op i Ozark, Missouri, hvor han lærte at spille guitar i en alder af 6 og begyndte at spille klaver og fik stemmetræning som 12-årig. Han begyndte at optræde i teaterproduktioner i femte klasse og skrev sange kort efter. I en ung alder var han til formative koncerter for kunstnere som Lady Gaga og Nelly Furtado. Han sprang ud som homoseksuel i sjette klasse, og selvom hans familie støttede ham, følte han, at han var nødt til at skjule sin seksuelle orientering på grund af holdningen til homoseksuelle i hans hjemby.
Rogers flyttede til Nashville i en alder af 18 for at studere sangskrivning på Belmont Belmont Universitet. Han dimitterede i 2018.
Rogers begyndte at udgive musik uafhængigt i 2016, hvilket førte til hans debut EP Evergreen i juni 2017. Efter at have udgivet sine næste to singler "Jacob from the Bible" og "Little Queen" i henholdsvis februar og marts 2019, udgav Rogers sin anden EP Spiritual i april 2019, efterfulgt af en europæisk turné og en optræden på BBC Radio 4 samme efterår.
I november 2020 var Rogers med på lydsporet fra Happiest Season, produceret af Justin Tranter, sammen med en række andre LGBTQ-sangskrivere og -kunstnere.

## Diskografi

### EP
| Titel     | Album detaljer                                                    |
| --------- | ----------------------------------------------------------------- |
| Evergreen | - Udgivet: 16. juni 2017 - Label: Selvudgivet                     |
| Spiritual | - Udgivet: 5. april 2019 - Label: Selvudgivet                     |
| Pluto     | - Udgivet: 1. oktober 2021 - Label: Facet Records/Warner Records  |
| LOVE      | - Udgivet: 21. oktober 2022 - Label: Facet Records/Warner Records |

### Singler
| Titel                   | År   | Album     |
| ----------------------- | ---- | --------- |
| "You Should Know"       | 2017 | Evergreen |
| "Jacob From the Bible"  | 2019 | Spiritual |
| "Little Queen"          | 2019 | Spiritual |
| "Middle of Love"        | 2021 | Pluto     |
| "Momentary"             | 2021 | Pluto     |
| "Weddings and Funerals" | 2021 | Pluto     |